# オレンジ色

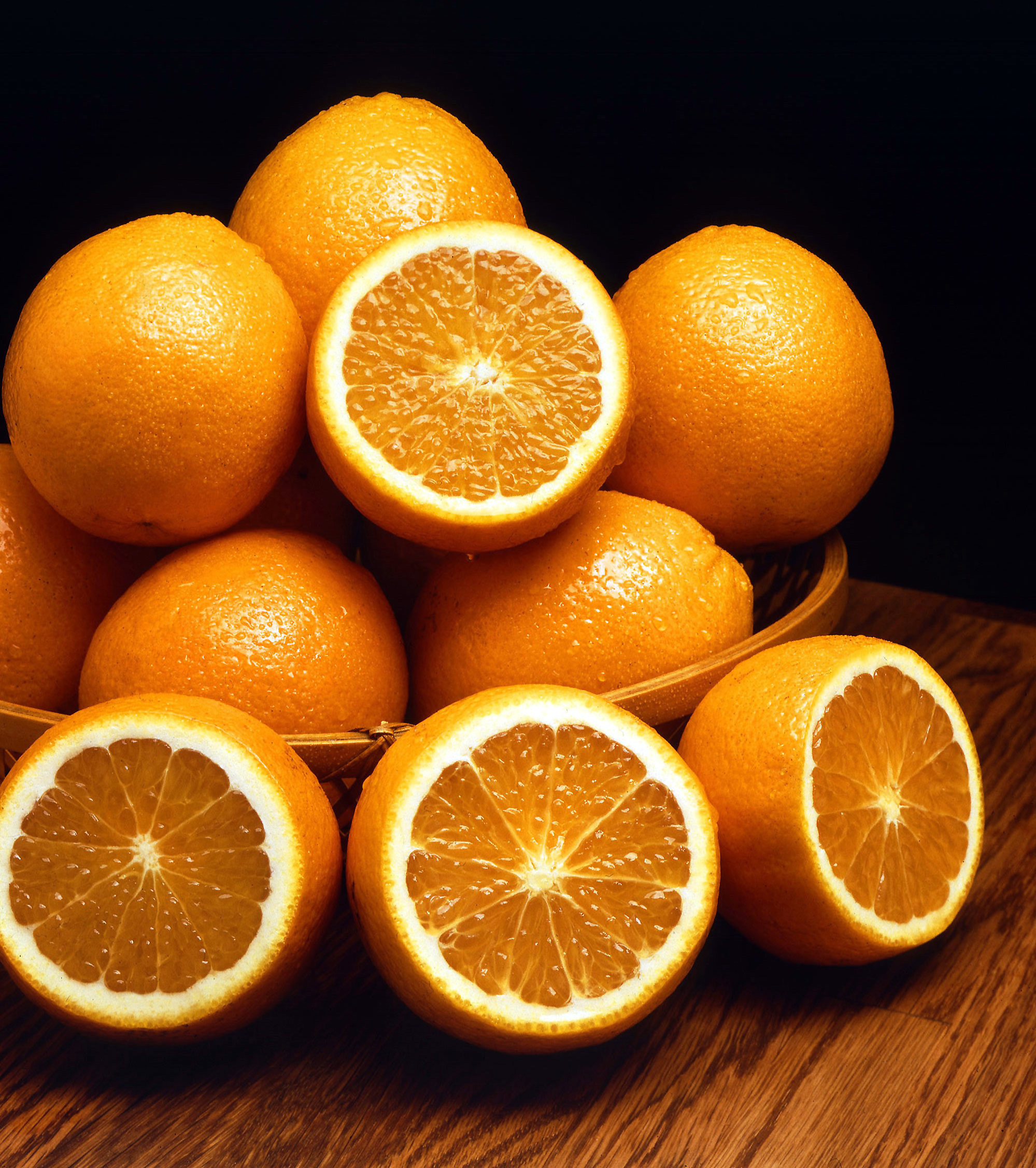
オレンジの果実。

オレンジ色（オレンジいろ）は、果物のオレンジの実のような色である。可視光のスペクトル色の赤と黄色の間にある色。橙色（だいだいいろ）とも言う。暖かい印象を与える色で、暖色に分類される。

## 色見本

### 日本産業規格
日本産業規格（JIS Z 8102:2001）では次のような色（#ef810f）である。
|  |

同じく、次の色（#ff5900）に対応づける表もある。
|  |

CSS 2.1およびそれ以降では、「Orange」（英語）は次の色（#ffa500）に規定された。これは、X11の色名称に由来する。
|  |

### インターナショナルオレンジ
航空宇宙産業では、次のような色（#ff4f00）をインターナショナルオレンジ（英語: international orange）とする。赤と黄色の中間色で赤に近く鮮やかな朱色である。航空法施行規則第百三十二条の三（昼間障害標識の種類及び設置基準）においては黄赤と呼ばれる。身近な例では、東京タワーの塗装などに用いられる。
|  |

次の3色は、米連邦標準595Cに定める「International Orange」の、それぞれ先頭からJIS Z 8720:2000の補助イルミナントC（昼光）、同じく標準イルミナントA（白熱電球）、およびJIS Z 8719:1996付表1の蛍光ランプF2のもとでの観測を再現したものである。先頭から、#d33007、#ff0600、#b84300である。
|  |

|  |

|  |

## カラーチャート
果実特性のうち、果皮色や果肉色をみるものに、レモン色系カラーチャートやオレンジ色系カラーチャートがあり、数値が定められている。

## 近似色
- 赤
- 朱色
- 黄
- 山吹色
- 茶色
- コーラル
- 柿色
- 琥珀色
- 蜜柑色